# エクレール・お菓子放浪記
『エクレール・お菓子放浪記』（エクレール・おかしほうろうき）は2011年公開の日本映画。原作は西村滋作『お菓子放浪記』。

## 概要
太平洋戦争前後を背景に、天涯孤独の孤児が“お菓子”と出会い、生きる希望を見出すまでを描く。
主演の吉井一肇が2011年10月21日に、第20回金鶏百花映画祭で外国映画部門の最優秀男優賞を受賞した。
ロケ地の多くは宮城県内であり、蔵が並ぶ村田町や旧登米高等尋常小学校校舎などが利用されている。

## あらすじ
戦時下の街で、空腹から菓子を盗んだところを1人の刑事に助けられたアキオ。
刑事の世話で感化院に入れられるが、アキオは刑事の恩と菓子パンの味が忘れられなかった。感化院では音楽教師・陽子が歌う「お菓子と娘」が心の慰めだった。
東京の里親に引き取られ、映画館で働くアキオに陽子はお菓子の作り方の本を送る。お菓子作りに夢を膨らませるアキオ。しかし、戦争は激しさを増していく…。

## ロケ地・石巻市と東日本大震災
本作は、宮城県や地元企業の協力で地域活性化を目的に作られた映画で、2010年10月に石巻市を中心に撮影が行われたが、その5か月後に東日本大震災が発生。それにより、エキストラとして出演した多くの市民が犠牲となり、映画に登場する街並みも津波で流され、また劇中にも登場する石巻岡田劇場で先行上映も行われる予定だったが、全壊した。収益の一部は義援金として被災地へ送られ、出演者による舞台挨拶とともに募金活動も実施し、被災地へ向けての黙祷も捧げられた。

## スタッフ
- 監督：近藤明男
- 監督補：是澤邦男
- エグゼクティブ・プロデューサー：深津修一
- アソシエイト・プロデューサー：本間信行
- ライン・プロデューサー：杉山隆夫
- 企画：小野寺勉
- 脚本：西井史子、泉悦子、近藤明男
- 原作：西村滋
- 撮影：久保田悦郎
- 音楽：沢田完
- 音楽プロデューサー：山下武史
- 美術：中川理仁
- 編集：白水孝幸
- 助監督：射仲洋蔵、副島正寛
- 制作：映画「お菓子放浪記」製作委員会（河北新報社、仙台放送、横山芳夫建築設計監理事務所、シネマとうほく、税理士千葉直人、IBC岩手放送、東日本エージェンシー、テレビユー山形、三金興業、秋田県映画センター、群馬共同映画社、プリズム、シネマ・ディスト、オフィス近藤）

## キャスト
- 西村アキオ：吉井一肇
- 浜田陽子/西村カナ：早織
- 遠山刑事：遠藤憲一
- 遠山静子：高橋惠子
- 若松千吉：太賀
- 松尾春彦：根岸泰樹
- 伊集院鉄太郎：松村良太
- 国分学院院長：山田吾一
- 重田（指導員）：駒田徳広
- 熊谷（指導員）：新崎人生
- トミ子：竹内都子
- 徳さん：尾藤イサオ
- 尾上紋三郎：林隆三
- 梅村歌章：嘉島典俊
- 尾上紋雀：尾崎右宗
- 平田（警官）：安藤彰則
- ヒゲの警察官：三上寛
- メガネの中年男：春風亭昇太
- GI：ニコラス・ペタス
- 野田フサノ：いしだあゆみ

### 受賞歴
- 新藤兼人賞2011銀賞（近藤明男）